# Badvel
Badvel är en ort i Indien.   Den ligger i distriktet Cuddapah och delstaten Andhra Pradesh, i den södra delen av landet, 1 600 km söder om huvudstaden New Delhi. Badvel ligger 137 meter över havet och antalet invånare är 16 238.
Terrängen runt Badvel är platt västerut, men österut är den kuperad. Runt Badvel är det ganska tätbefolkat, med 116 invånare per kvadratkilometer. Omgivningarna runt Badvel är en mosaik av jordbruksmark och naturlig växtlighet.